# Free Hand
Albums de Gentle Giant
The Power and the Glory
(1974) Interview
(1976)
Free Hand est le 7e album studio du groupe rock progressif britannique Gentle Giant sorti en 1975 et leur premier sur le label Chrysalis Records en Angleterre. Ce fut aussi celui qui se classa le mieux dans les charts, en effet il grimpa 48e sur le Top 50 du Billboard. C'est sur cet album que se retrouve la très belle On Reflection chantée a cappella, ainsi que les pièces Just the same, Time To Kill et l'instrumental Talybont. 
Voir la traduction dans l'article anglophone consacré à l'album Free hand de Gentle Giant sur Wikipedia. 

## Titres
- Toutes les chansons composées par Kerry Minnear, Derek et Ray Shulman.
1. Just the Same (5:34)
2. On Reflection (5:41)
3. Free Hand (6:14)
4. Time to Kill (5:08)
5. His Last Voyage (6:27)
6. Talybont (2:43)
7. Mobile (5:05)

## Musiciens
- Derek Shulman : Chant (1-4, 7), saxophone alto (1), flûte à bec ténor (6)
- Gary Green : Guitare électrique (1-7), guitare acoustique (5, 7), flûte à bec alto (2, 6), 2e voix (2)
- Ray Shulman : Basse, violon (7), violon électrique (7), violon alto (2), 1re voix (2)
- Kerry Minnear : Piano (1-5, 7), piano électrique (3, 4), piano électrique Wurlitzer (7), piano bastringue (7), céleste (2), orgue Hammond (1, 2, 4, 5, 7), clavinet (3, 5-7), clavecin (2, 6), Mini Moog (1, 2, 4), synthétiseur (3, 5, 6), glockenspiel (2), vibraphone (1, 2, 5), marimba (2), timbales (2), harpe (2), violoncelle (2), flûte à bec ténor (6), chant (2-5)
- John Weathers : Batterie (1-5, 7), tambourin (1, 6, 7), grosse caisse (2, 6), tom-tom (6, 7), caisse claire (2), triangle (2), cymbale (2), woodblock (3), cloche à vache (3), bodhrán (7), percussion (2)

## Production
- Gary Martin : Ingénieur
- Paul Northfield : Assistant ingénieur
- Richard Evans : Travaux graphiques pour la pochette
- Gentle Giant : Production